# میاستنی گراویس
میاستنی گراویس (از ریشه یونانی: «ضعف وخیم عضلانی»، μύς به معنای ماهیچه و ἀσθένεια به معنای ضعف؛ واژه gravis از لاتین به معنای خطیر و بزرگ) با نمادMG در نورولوژی نوعی فلج ماهیچه‌ای است که علت آن فعالیت ایمنی بر ضد پروتئین‌های گیرندهٔ استیل کولین در سیناپس عصبی-عضلانی است در اصل Ach یا استیل کولین وجود دارد اما گیرنده اش وجود ندارد دقیقاً مثل دیابت نوع ۲. این بیماری مخصوص صفحات انتهایی عضلات مخطط است که بیشتر زنان را گرفتار می‌کند. ماکزیمم شیوع آن در دهه‌های سوم یا چهارم زندگی است، ولی امکان دارد در هر دوره‌ای از زندگی، از بچگی تا پیری دیده شود، البته در افراد مسن مرد و زن به یک اندازه مبتلا می‌شوند.

## علائم

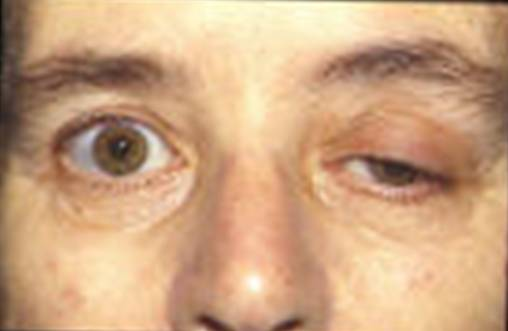
فروافتادگی چشم چپ

نشانهٔ میاستنی گراویس ضعف ماهیچه‌ای است که هنگام فعالیت افزایش می‌یابد و در دوره استراحت کاهش پیدا می‌کند: کنترل چشم‌ها، حرکت پلک‌ها، حالت چهره، جویدن، صحبت کردن و قورت دادن اغلب دچار اختلال می‌شوند؛ همچنین ماهیچه‌های تنفسی و ماهیچه‌های بخش‌های زیرین بدن هم ممکن است تحت تأثیر قرار بگیرند اگرچه میاستنی گراویس می‌تواند بر هر ماهیچه ارادی تأثیر بگذارد اما بیشترین اختلال را بر ماهیچه‌هایی که چشم را کنترل می‌کنند، عمل بلع، حرکت پلک‌ها و حالت صورت وارد می‌کند. این نشانه‌ها اغلب بلافاصله به عنوان میاستنی گراویس تشخیص داده نمی‌شوند و تشخیص این بیماری ممکن است تا بیش از یک سال به طول بینجامد. در بیشتر موارد اولین علامت بیماری ضعف ماهیچه‌های چشم است که موجب دوبینی هم می‌شود؛ در دیگر موارد امکان دارد اشکال در بلع یا اختلال در صحبت کردن اولین نشانه‌های ظهور این بیماری باشند.

### علائم چشمی
در حدود دو سوم افراد علامت اول میاستنی گراویس درگیری عضلات چشمی است. پتوز (افتادگی پلک) در اثر درگیری عضله بالابرنده پلک فوقانی و دوبینی در اثر درگیری عضلات بیرونی چشم رخ می دهند.
علائم چشمی با کارهایی مثل دیدن تلویزیون، کتاب خواندن و رانندگی به خصوص در محیط های پرنور بدتر می شوند. در نتیجه بعضی از بیماران مجبور به استفاده از عینک آفتابی می شوند.
اصطلاح میاستنی گراویس چشمی به نوعی از میاستنی گراویس گفته می شود که محدود به عضلات چشم است البته معمولا پس از چند سال به میاستنی گراویس عمومی (کل بدن) تبدیل می شود.

## شدت و ضعف
درجه شدت و ضعف ماهیچه‌های درگیر میاستنی گراویس بین بیماران مختلف تفاوت‌های عمده‌ای دارد که دامنهٔ آن از یک نقطه یا محدود به ماهیچه‌های چشم (میاستنی چشمی) تا بخش عمده‌ای از ماهیچه‌ها (که گاهی شامل ماهیچه‌های تنفسی هم می‌شود) در حالت‌های شدید متغیر است. در میاستنی گراویس بحرانی ممکن است بیماری به فلج شدن اندام منجر شود.
به نظر می‌رسد در میاستنی گراویس، یک پاسخ ایمونولوژیک علیه یک یا چند پروتئین از منطقه واسطه‌ای عصبی-عضلانی وجود دارد؛ بنابراین در بیماری‌های بافت همبندی مانند آرتریت روماتولوئید و لوپوس دارند، این بیماری با شیوع بیشتری رخ می‌دهد.

## تشخیص
تشخیص بیماری میاستنی گراویس ممکن است مشکل باشد، زیرا فرق گذاشتن بین تغییرات عادی و اختلالات عصبی ناشی از آن می‌تواند سخت باشد. تست سرما یک تست تشخیصی است که به مقایسه میزان حساسیت به تست تنسیلون می‌پردازد. تست سرما انتخابی برای بیمارانی است که بیماری قلبی یا آسم دارند که ممکن است درمورد مصرف ادفونیوم منع مصرف داشته باشند. دراین تست یک کیسه یخ روی چشم‌های بیمار تا یک دقیقه نگه داشته می‌شود. افتادگی پلک بایستی به‌طور موقتی در بیمار مبتلا به میاستنی گراویس برطرف شود.

### معاینه بدنی
- ۳۰ ثانیه نگاه کردن به بالا و اطراف
- ۶۰ ثانیه نگاه کردن به پاها در حالت درازکش به پشت
- ۶۰ ثانیه کشیدن دست‌ها به سمت جلو
- ۱۰ بار خم کردن زانوها
- برداشتن ۳۰ قدم بر روی پاشنه و نوک هر دو پا
- ۵ بار نشست و برخاست و دراز کشیدن به‌طور کامل

### آزمایش خون
وقتی تشخیص مورد شک باشد، امکان استفاده از آزمایش های سرولوژی وجود دارد:
یکی از این آزمایش ها پیدا کردن آنتی بادی های ضد گیرندهٔ استیل کولین است. حساسیت این آزمایش قابل قبول است (حدود 80 تا 96 درصد) ولی در مورد میاستنی چشمی حساسیت کمتری (حدود 50 درصد) دارد.
درصدی از افراد که آنتی بادی ضد گیرنده استیل کولین ندارند ممکن است آنتی بادی ضد پروتئین MuSK داشته باشند.
گاهی وقت‌ها آزمایش‌های مربوط به سندرم لامبرت ایتون هم برای بیمار انجام می شود.

## درمان
اکثر روش‌های موجود در درمان بیماری‌های خودایمنی بر محور ایجاد تغییراتی در پاسخ‌های ایمنی دور می‌زند. عمل جراحی برداشتن غده تیموس در خاموش کردن بیماری (بیست تا چهل درصد) یا بهبود در بیست تا چهل درصد موارد موفقیت آمیز است چرا که این غده می‌تواند حاوی گیرنده‌های استیل کولین به شکل کاملاً آنتی ژنیک باشد. داروهای آنتی کولین استراز عمدتاً برای درمان طولانی مدت به کار می‌روند. روش‌های درمانی دیگر استفاده از داروهای ضد التهابی کورتیکواستروئیدی است. استفاده از سرکوب کنندهٔ ایمنی هم مؤثر است. البته در مواردی که بیمار با خطر مرگ مواجه باشد از پلاسما فرز (تعویض پلاسما) نیز استفاده می‌شود.